# كأس العالم 1986
بطولة كأس العالم لكرة القدم 1986، هي البطولة رقم 13 في تاريخ بطولات كأس العالم لكرة القدم أقيمت البطولة في المكسيك في الفترة من 31 مايو وحتى 29 يونيو. في عام 1976 تم اختيار كولومبيا لاستضافة كأس العالم، السلطات الكولومبية أعلنت في نهاية المطاف في نوفمبر عام 1982 عن عدم استطاعتهم تحمل نفقات أستضافة كأس العالم بسبب المخاوف الاقتصادية. ليتم اختيار المكسيك يوم 20 مايو 1983 لاستضافة الكأس، بعدما لاقى ملفها استحساناً كبيراً وتغلب على ملف كل من كندا والولايات المتحدة، وبذلك أصبحت المكسيك أول دولة تستضيف بطولتي من كأس العالم بعد بطولة عام 1970. في سبتمبر عام 1985 قبل ثمانية أشهر من المونديال ضرب زلزال شديد المكسيك، وقد ألقى ظلالاً من الشك حول قدرة المكسيك باستضافة هذا الحدث، ولكن لم تتأثر الملاعب وقرر المكسيك المضي قدماً في الاستعدادات. شهدت البطولة تأهل 3 منتخبات عربية، حيث تأهل العراق لأول مرة في تاريخها، وتأهل الجزائر والمغرب. واستطاع المغرب التأهل للدور ال16 ليصبح أول منتخب عربي وإفريقي يصل لهذا الدور.
أقيم نهائي كأس العالم لكرة القدم 1986 في العاصمة مكسيكو سيتي بتاريخ 29 يونيو 1986، وذلك على ملعب أزتيكا وحضر في الملعب 114.600 ألف متفرج، بين المنتخب الألماني الغربي والمنتخب الأرجنتيني. تقدمت الأرجنتين أولاً بهدفين من توقيع خوسيه لويس براون وخورخي فالدانو، لكن الألمان تقدموا عليهم بهدفين من خلال رودي فولر وكارل-هاينتس رومنيغه. وبينما كانت المباراة تلفظ أنفاسها متجهة إلى الوقت الإضافي باغت خورخي بوروتشاجا المنتخب الألماني بتسجيله الهدف الثالث لمنتخب بلاده. وتفوز الأرجنتين بلقب كأس العالم لكرة القدم للمرة الثانية في تاريخها.

## اختيار المستضيف

بيكي، التميمة الرسمية لكأس العالم لكرة القدم 1986

قد تم اختيار كولومبيا لاستضافة كأس العالم 1986. ومع ذلك، فإن السلطات الكولومبية أعلنت في نهاية المطاف في (نوفمبر/تشرين الثاني) عام 1982 أنهم لن يستطيعوا تحمل نفقات استضافة كأس العالم بسبب المخاوف الاقتصادية. وقد تم اختيار المكسيك يوم 20 مايو 1983 لاستضافة الكأس، بفوزه على عروض من كندا والولايات المتحدة، وبذلك أصبحت المكسيك أول دولة تستضيف بطولتي من كأس العالم بعد بطولة عام 1970.
في سبتمبر عام 1985 قبل ثمانية أشهر من المونديال ضرب زلزال شديد المكسيك، وقد لقى ظلالأ من الشك حول قدرة المكسيك بأستضافة هذا الحدث، ولكن لم تتأثر الملاعب وقرر المكسيك المضي قدما في الاستعدادات.
عام 1986 أعلنت الأمم المتحدة أنها السنة الدولية للسلام، قامت لوحات الإعلانات في جميع الملاعب بعرض شعارات الفيفا والأمم المتحدة جنبا إلى جنب وهي «كرة القدم من أجل السلام - السلام العام».
لتصميم الشعار تم اعتماد شعار غير رسمي: بألمكسيكية ("El Mundo Unido por Un Balón") وبألأنكليزية ("The World United by a Ball") والترجمة إلى العربية كانت («العالم متحد من قبل الكرة»).

## التصفيات التأهلية

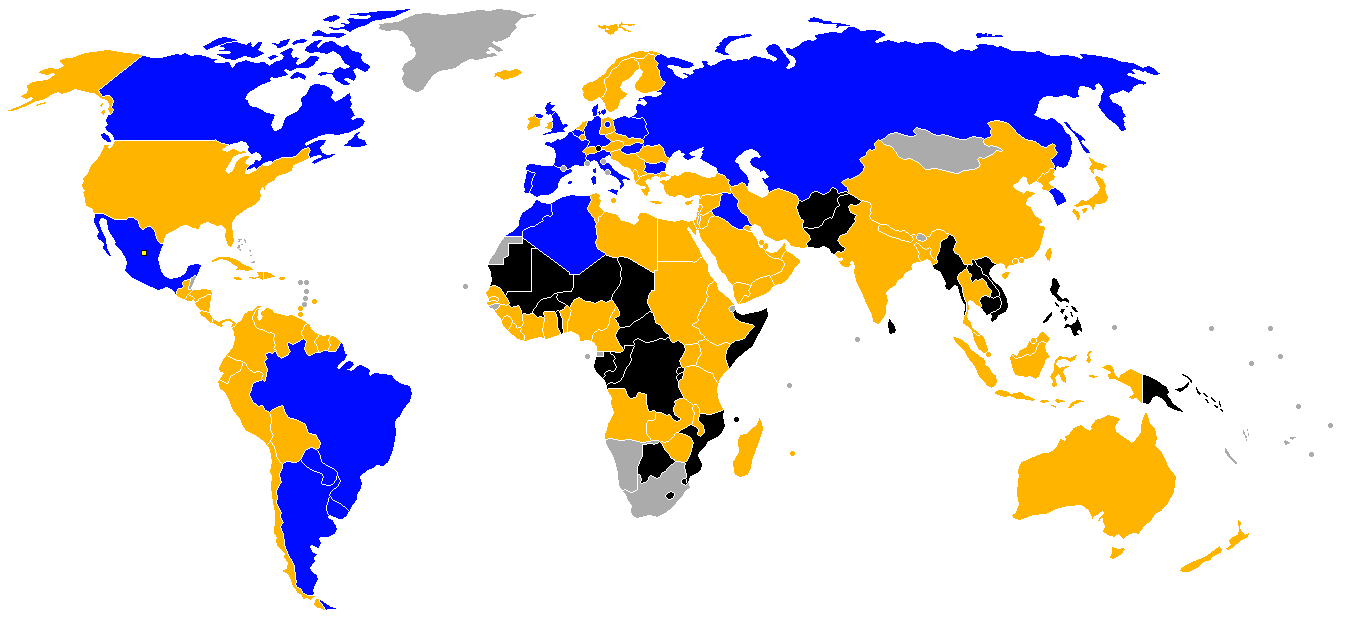
تأهل البلد لكأس العالم
فشل البلد في التاهل
البلد لم يدخل كأس العالم
البلد ليس عضو في الفيفا

ثلاثة فرق تأهلت لكأس العالم لأول مرة: كندا والدانمارك والعراق. تأهل كندا بعد فوزه في المباراة النهائية على هندوراس 2-1 في سانت جونز، نيوفاوندلاند. العراق لعب جميع مبارياته على أرض محايدة بسبب الحرب بين إيران والعراق. تأهلت كوريا الجنوبية للمرة الأولى منذ عام 1954، وباراغواي للمرة الأولى منذ عام 1958، والبرتغال للمرة الأولى منذ عام 1966. وهذه البطولة كانت آخر مرة يتأهل إليها المجر، العراق، ايرلندا الشمالية إلى كأس العالم.

## التميمة
التميمة الرسمية لكأس العالم 1986 هي بيكي، هو فلفل حار مع شارب يرتدي قبعة سومبريرو، اسمه يأتي من بيكانت وهي أكلة مكسيكية، ويوجد كرة جنب يده اليمنى.

## المدن المستضيفة
| مدينة مكسيكو             | مدينة مكسيكو            | غوادالاخارا        | بويبلا، بويبلا    |
| ------------------------ | ----------------------- | ------------------ | ----------------- |
| ملعب أزتيكا              | الملعب الأولمبي الجامعي | ملعب خاليسكو       | ملعب كواتيموك     |
| السعة: 114,600           | السعة: 72,000           | السعة: 66,000      | السعة: 46,000     |
|                          |                         |                    |                   |
| سان نيكولاس دي لوس غارزا | سانتياغو دي كيريتارو    | مونتيري            | ليون              |
| ملعب الجامعة             | ملعب لا كوريجيدورا      | ملعب تيكنولوجيكو   | ملعب ليون         |
| السعة: 44,000            | السعة: 40,785           | السعة: 38,000      | السعة: 35,000     |
|                          |                         |                    |                   |
| سيوداد نيزاهيولكويتل     | ايرابواتو               | سابوبان، خاليسكو   | تولوكا            |
| ملعب نيزا 86             | ملعب سيرجيو ليون شافيز  | ملعب تريس دي مارزو | ملعب نيميسيو دييز |
| السعة: 35,000            | السعة: 32,000           | السعة: 30,000      | السعة: 30,000     |
|                          |                         |                    |                   |

## الحكام
| أفريقيا - علي بن ناصر - ادوين بينكون - إدريسا تراوري آسيا - فلاج الشنار - جمال الشريف - شيزو تاكادا أوروبا - لويجي اجنولين - هورست بريومياير - فاليري بيوتينكو - فويتيتش كريستوف - جورج كورتني - أندريه ديانا - بوغدان دوتشيف - إريك فريدريكسون - إيوان إيجنا - جان كيزر - سيغفيرد كيرستشين - لاجوس نيميث - زوران بيتروفيتش - أليكسيس بونيت - جويل كينيو - فولكر روث - فيكتوريانو سانشيز أرمينيو - كارلوس سيلفا فالنتي - آلان سنودي | أمريكا الشمالية - رومولو مينديز - أنطونيو ماركيز راميريز - ديفيد سوخا - بيرني أولوا موريرا أوقيانوسيا - كريس بامبرايج أمريكا الجنوبية - روموالدو آربي فيلهو - خيسوس دياز - كارلوس اسبوزيتو - غابرييل غونزاليس - خوسيه لويس مارتينيز بازان - هيرنان سيلفا |

## تقييم الفرق المشاركة
| وعاء 1 | وعاء 2                                                                     | وعاء 3                                                         | وعاء 4                                                              |
| --- | -------------------------------------------------------------------------- | -------------------------------------------------------------- | ------------------------------------------------------------------- |
| - المكسيك (المستضيف) - إيطاليا (بطل 1982) - ألمانيا الغربية (وصيف 1982) - بولندا (مركز ثالث 1982) - فرنسا (مركز رابع 1982) - البرازيل | - إنجلترا - الاتحاد السوفيتي - الأرجنتين - إسبانيا - باراغواي - الأوروغواي | - الجزائر - كندا - الدنمارك - العراق - المغرب - كوريا الجنوبية | - بلجيكا - بلغاريا - المجر - أيرلندا الشمالية - البرتغال - إسكتلندا |

## البطولة

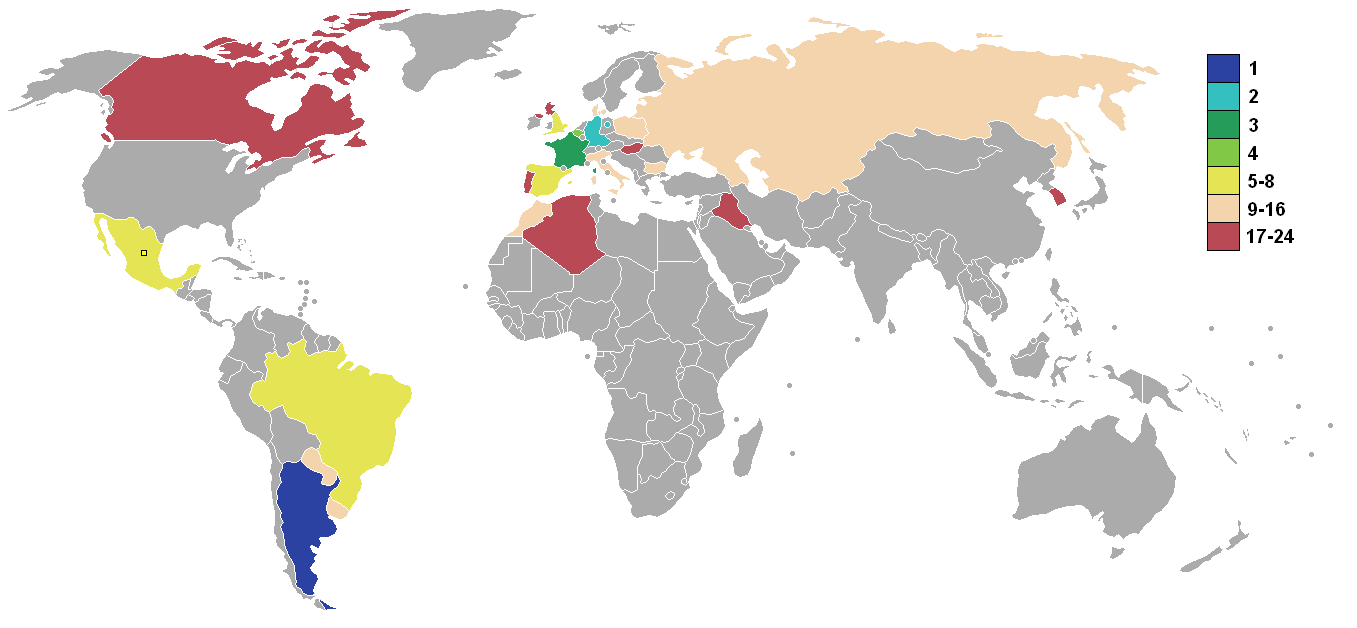
البطل
الوصيف
المركز الثالث
المركز الرابع
ربع النهائي
دور الستة عشر
دور المجموعات

هذه المصادر هي لكل البطولة

### دور المجموعات

#### المجموعة الأولى
| فريق           | لعب | ف | ت | خ | له | عليه | ف.أ | نقاط |
| -------------- | --- | - | - | - | -- | ---- | --- | ---- |
| الأرجنتين      | 3   | 2 | 1 | 0 | 6  | 2    | 4+  | 5    |
| إيطاليا        | 3   | 1 | 2 | 0 | 5  | 4    | 1+  | 4    |
| بلغاريا        | 3   | 0 | 2 | 1 | 2  | 4    | 2−  | 2    |
| كوريا الجنوبية | 3   | 0 | 1 | 2 | 4  | 7    | 3−  | 1    |

| بلغاريا           | 1 - 1 | إيطاليا                |
| ----------------- | ----- | ---------------------- |
| ناسكو سيراكوف 85' |       | أليساندرو ألتوبيلي 43' |

| الأرجنتين                                 | 3 - 1 | كوريا الجنوبية     |
| ----------------------------------------- | ----- | ------------------ |
| خورخي فالدانو 6'، 46' · أوسكار روجيري 18' |       | بارك تشانغ سون 73' |

| إيطاليا                           | 1 - 1 | الأرجنتين          |
| --------------------------------- | ----- | ------------------ |
| أليساندرو ألتوبيلي 6' (ركلة جزاء) |       | دييغو مارادونا 34' |

| كوريا الجنوبية   | 1 - 1 | بلغاريا          |
| ---------------- | ----- | ---------------- |
| كيم جونغ بوو 70' |       | بلامين غيتوف 11' |

| كوريا الجنوبية                   | 2 - 3 | إيطاليا                                                        |
| -------------------------------- | ----- | -------------------------------------------------------------- |
| تشوي سون هو 62' · هو يونغ مو 83' |       | أليساندرو ألتوبيلي 17'، 73' · تشو كوانج راي 82' (هدف في مرماه) |

| الأرجنتين                              | 2 - 0 | بلغاريا |
| -------------------------------------- | ----- | ------- |
| خورخي فالدانو 3' · خورخي بوروتشاجا 76' |       |         |

#### المجموعة الثانية
| فريق     | لعب | ف | ت | خ | له | عليه | ف.أ | نقاط |
| -------- | --- | - | - | - | -- | ---- | --- | ---- |
| المكسيك  | 3   | 2 | 1 | 0 | 4  | 2    | 2+  | 5    |
| باراغواي | 3   | 1 | 2 | 0 | 4  | 3    | 1+  | 4    |
| بلجيكا   | 3   | 1 | 1 | 1 | 5  | 5    | 0   | 3    |
| العراق   | 3   | 0 | 0 | 3 | 1  | 4    | 3−  | 0    |

| بلجيكا               | 1 - 2 | المكسيك                                 |
| -------------------- | ----- | --------------------------------------- |
| إروين فاندينبيرغ 45' |       | فرناندو كوايرارتي 23' · هوغو سانشيز 39' |

| باراغواي     | 1 - 0 | العراق |
| ------------ | ----- | ------ |
| روميريتو 35' |       |        |

| المكسيك        | 1 - 1 | باراغواي     |
| -------------- | ----- | ------------ |
| لويس فلوريس 3' |       | روميريتو 85' |

| العراق        | 1 - 2 | بلجيكا                                        |
| ------------- | ----- | --------------------------------------------- |
| أحمد راضي 59' |       | إنزو سكيفو 16' · نيكو كلايسين 21' (ركلة جزاء) |

| باراغواي                 | 2 - 2 | بلجيكا                                  |
| ------------------------ | ----- | --------------------------------------- |
| روبيرتو كاباناس 50'، 76' |       | فرانكي فيركواتيرين 30' · دانيال فيت 59' |

| العراق | 0 - 1 | المكسيك               |
| ------ | ----- | --------------------- |
|        |       | فرناندو كوايرارتي 54' |

#### المجموعة الثالثة
| فريق             | لعب | ف | ت | خ | له | عليه | ف.أ | نقاط |
| ---------------- | --- | - | - | - | -- | ---- | --- | ---- |
| الاتحاد السوفيتي | 3   | 2 | 1 | 0 | 9  | 1    | 8+  | 5    |
| فرنسا            | 3   | 2 | 1 | 0 | 5  | 1    | 4+  | 5    |
| المجر            | 3   | 1 | 0 | 2 | 2  | 9    | 7−  | 2    |
| كندا             | 3   | 0 | 0 | 3 | 0  | 5    | 5−  | 0    |

| كندا | 0 - 1 | فرنسا              |
| ---- | ----- | ------------------ |
|      |       | جان بيير بابان 79' |

| الاتحاد السوفيتي | 6 - 0 | المجر |
| --- | ----- | ----- |
| بافلو ياكوفينكو 2' · سيرجي ألينيكوف 4' · إيغور بيلانوف 24' (ركلة جزاء) · ايفان ياريمشوك 66'، 73' · سيرغي روديونوف 80' |       |       |

| فرنسا              | 1 - 1 | الاتحاد السوفيتي |
| ------------------ | ----- | ---------------- |
| لويس فيرنانديز 60' |       | فاسيلي راتس 53'  |

| المجر                                 | 2 - 0 | كندا |
| ------------------------------------- | ----- | ---- |
| مارتون استرهازي 2' · لاجوس ديتاري 75' |       |      |

| المجر | 0 - 3 | فرنسا                                                   |
| ----- | ----- | ------------------------------------------------------- |
|       |       | يانيك ستوبيرا 29' · جان تيغانا 62' · دومينيك روشيتو 84' |

| الاتحاد السوفيتي                        | 2 - 0 | كندا |
| --------------------------------------- | ----- | ---- |
| أوليغ بلوخين 58' · ألكساندر زافاروف 74' |       |      |

#### المجموعة الرابعة
| فريق             | لعب | ف | ت | خ | له | عليه | ف.أ | نقاط |
| ---------------- | --- | - | - | - | -- | ---- | --- | ---- |
| البرازيل         | 3   | 3 | 0 | 0 | 5  | 0    | 5+  | 6    |
| إسبانيا          | 3   | 2 | 0 | 1 | 5  | 2    | 3+  | 4    |
| أيرلندا الشمالية | 3   | 0 | 1 | 2 | 2  | 6    | 4−  | 1    |
| الجزائر          | 3   | 0 | 1 | 2 | 1  | 5    | 4−  | 1    |

| إسبانيا | 0 - 1 | البرازيل  |
| ------- | ----- | --------- |
|         |       | سقراط 62' |

| الجزائر        | 1 - 1 | أيرلندا الشمالية   |
| -------------- | ----- | ------------------ |
| جمال زيدان 59' |       | نورمان وايتسايد 6' |

| البرازيل   | 1 - 0 | الجزائر |
| ---------- | ----- | ------- |
| كاريكا 66' |       |         |

| أيرلندا الشمالية | 1 - 2 | إسبانيا                                   |
| ---------------- | ----- | ----------------------------------------- |
| كولن كلارك 46'   |       | إيميليو بوتراغينيو 1' · خوليو ساليناس 18' |

| أيرلندا الشمالية | 0 - 3 | البرازيل                      |
| ---------------- | ----- | ----------------------------- |
|                  |       | كاريكا 15'، 87' · جوسيمار 42' |

| الجزائر | 0 - 3 | إسبانيا                                 |
| ------- | ----- | --------------------------------------- |
|         |       | رامون ماريا كالديري 15'، 68' · إلوي 70' |

#### المجموعة الخامسة
| فريق            | لعب | ف | ت | خ | له | عليه | ف.أ | نقاط |
| --------------- | --- | - | - | - | -- | ---- | --- | ---- |
| الدنمارك        | 3   | 3 | 0 | 0 | 9  | 1    | 8+  | 6    |
| ألمانيا الغربية | 3   | 1 | 1 | 1 | 3  | 4    | 1−  | 3    |
| الأوروغواي      | 3   | 0 | 2 | 1 | 2  | 7    | 5−  | 2    |
| إسكتلندا        | 3   | 0 | 1 | 2 | 1  | 3    | 2−  | 1    |

| الأوروغواي           | 1 - 1 | ألمانيا الغربية |
| -------------------- | ----- | --------------- |
| أنطونيو ألزاميندي 4' |       | كلاوس ألوفس 84' |

| إسكتلندا | 0 - 1 | الدنمارك               |
| -------- | ----- | ---------------------- |
|          |       | بريبن إلكيير لارسن 57' |

| ألمانيا الغربية                 | 2 - 1 | إسكتلندا           |
| ------------------------------- | ----- | ------------------ |
| رودي فولر 23' · كلاوس ألوفس 49' |       | جوردون ستراكان 18' |

| الدنمارك                                                                               | 6 - 1 | الأوروغواي                       |
| -------------------------------------------------------------------------------------- | ----- | -------------------------------- |
| بريبن إلكيير لارسن 11'، 67'، 80' · سورين لربي 41' · مايكل لاودروب 52' · يسبر أولسن 88' |       | إنزو فرانسيسكولي 45' (ركلة جزاء) |

| الدنمارك                                    | 2 - 0 | ألمانيا الغربية |
| ------------------------------------------- | ----- | --------------- |
| يسبر أولسن 43' (ركلة جزاء) · جون إريكسن 62' |       |                 |

| إسكتلندا | 0 - 0 | الأوروغواي |
| -------- | ----- | ---------- |
|          |       |            |

#### المجموعة السادسة
| فريق     | لعب | ف | ت | خ | له | عليه | ف.أ | نقاط |
| -------- | --- | - | - | - | -- | ---- | --- | ---- |
| المغرب   | 3   | 1 | 2 | 0 | 3  | 1    | 2+  | 4    |
| إنجلترا  | 3   | 1 | 1 | 1 | 3  | 1    | 2+  | 3    |
| بولندا   | 3   | 1 | 1 | 1 | 1  | 3    | 2−  | 3    |
| البرتغال | 3   | 1 | 0 | 2 | 2  | 4    | 2−  | 2    |

| المغرب | 0 - 0 | بولندا |
| ------ | ----- | ------ |
|        |       |        |

| البرتغال          | 1 - 0 | إنجلترا |
| ----------------- | ----- | ------- |
| كارلوس مانويل 76' |       |         |

| إنجلترا | 0 - 0 | المغرب |
| ------- | ----- | ------ |
|         |       |        |

| بولندا                   | 1 - 0 | البرتغال |
| ------------------------ | ----- | -------- |
| فلودزميزيرز سمولاريك 68' |       |          |

| إنجلترا                  | 3 - 0 | بولندا |
| ------------------------ | ----- | ------ |
| غاري لينيكر 9'، 14'، 34' |       |        |

| البرتغال               | 1 - 3 | المغرب                                               |
| ---------------------- | ----- | ---------------------------------------------------- |
| ديامانتينو ميراندا 80' |       | عبد الرزاق خيري 19'، 26' · عبد الكريم ميري كريمو 62' |

#### ترتيب الفرق صاحبة المركز الثالث
| المجموعة | الفريق           | لعب | فوز | تعادل | خسارة | له | عليه | الفارق | النقاط |
| -------- | ---------------- | --- | --- | ----- | ----- | -- | ---- | ------ | ------ |
| الثانية  | بلجيكا           | 3   | 1   | 1     | 1     | 5  | 5    | 0      | 3      |
| السادسة  | بولندا           | 3   | 1   | 1     | 1     | 1  | 3    | −2     | 3      |
| الأولى   | بلغاريا          | 3   | 0   | 2     | 1     | 2  | 4    | −2     | 2      |
| الخامسة  | الأوروغواي       | 3   | 0   | 2     | 1     | 2  | 7    | −5     | 2      |
| الثالثة  | المجر            | 3   | 1   | 0     | 2     | 2  | 9    | −7     | 2      |
| الرابعة  | أيرلندا الشمالية | 3   | 0   | 1     | 2     | 2  | 6    | −4     | 1      |

### الأدوار النهائية
|  | دور الستة عشر                   | دور الستة عشر                   |                         |       | ربع النهائي       | ربع النهائي   |                           |                           | نصف النهائي | نصف النهائي |  |  | النهائي | النهائي |
|  |                                 |                                 |                         |       |                   |               |                           |                           |             |             |  |  |         |         |
|  | 16 يونيو – بويبلا، بويبلا       |                                 |                         |       |                   |               |                           |                           |             |             |  |  |         |         |
|  |                                 |                                 |                         |       |                   |               |                           |                           |             |             |  |  |         |         |
|  | الأرجنتين                       | 1                               |                         |       |                   |               |                           |                           |             |             |  |  |         |         |
|  | الأرجنتين                       | 1                               | 22 يونيو – مدينة مكسيكو |       |                   |               |                           |                           |             |             |  |  |         |         |
|  | الأوروغواي                      | 0                               |                         |       |                   |               |                           |                           |             |             |  |  |         |         |
|  | الأوروغواي                      | 0                               | الأرجنتين               | 2     |                   |               |                           |                           |             |             |  |  |         |         |
|  | 18 يونيو – مدينة مكسيكو         |                                 | الأرجنتين               | 2     |                   |               |                           |                           |             |             |  |  |         |         |
|  |                                 | إنجلترا                         | 1                       |       |                   |               |                           |                           |             |             |  |  |         |         |
|  | إنجلترا                         | إنجلترا                         | 1                       | 3     |                   |               |                           |                           |             |             |  |  |         |         |
|  | إنجلترا                         |                                 | 25 يونيو – مدينة مكسيكو | 3     |                   |               |                           |                           |             |             |  |  |         |         |
|  | باراغواي                        | 0                               |                         |       |                   |               |                           |                           |             |             |  |  |         |         |
|  | باراغواي                        | 0                               | الأرجنتين               | 2     |                   |               |                           |                           |             |             |  |  |         |         |
|  | 18 يونيو – سانتياغو دي كيريتارو |                                 | الأرجنتين               | 2     |                   |               |                           |                           |             |             |  |  |         |         |
|  |                                 | بلجيكا                          | 0                       |       |                   |               |                           |                           |             |             |  |  |         |         |
|  | الدنمارك                        | بلجيكا                          | 0                       | 1     |                   |               |                           |                           |             |             |  |  |         |         |
|  | الدنمارك                        | 22 يونيو – بويبلا، بويبلا       |                         | 1     |                   |               |                           |                           |             |             |  |  |         |         |
|  | إسبانيا                         | 5                               |                         |       |                   |               |                           |                           |             |             |  |  |         |         |
|  | إسبانيا                         | 5                               | إسبانيا                 | 1 (4) |                   |               |                           |                           |             |             |  |  |         |         |
|  | 15 يونيو – ليون (المكسيك)       |                                 | إسبانيا                 | 1 (4) |                   |               |                           |                           |             |             |  |  |         |         |
|  |                                 | بلجيكا (ركلات ترجيحية)          | 1 (5)                   |       |                   |               |                           |                           |             |             |  |  |         |         |
|  | الاتحاد السوفيتي                | بلجيكا (ركلات ترجيحية)          | 1 (5)                   | 3     |                   |               |                           |                           |             |             |  |  |         |         |
|  | الاتحاد السوفيتي                |                                 | 29 يونيو – مدينة مكسيكو | 3     |                   |               |                           |                           |             |             |  |  |         |         |
|  | بلجيكا (وقت إضافي)              | 4                               |                         |       |                   |               |                           |                           |             |             |  |  |         |         |
|  | بلجيكا (وقت إضافي)              | 4                               | الأرجنتين               | 3     |                   |               |                           |                           |             |             |  |  |         |         |
|  | 16 يونيو – غوادالاخارا          |                                 | الأرجنتين               | 3     |                   |               |                           |                           |             |             |  |  |         |         |
|  |                                 | ألمانيا الغربية                 | 2                       |       |                   |               |                           |                           |             |             |  |  |         |         |
|  | البرازيل                        | ألمانيا الغربية                 | 2                       | 4     |                   |               |                           |                           |             |             |  |  |         |         |
|  | البرازيل                        | 21 يونيو – غوادالاخارا          |                         | 4     |                   |               |                           |                           |             |             |  |  |         |         |
|  | بولندا                          | 0                               |                         |       |                   |               |                           |                           |             |             |  |  |         |         |
|  | بولندا                          | 0                               | البرازيل                | 1 (3) |                   |               |                           |                           |             |             |  |  |         |         |
|  | 17 يونيو – مدينة مكسيكو         |                                 | البرازيل                | 1 (3) |                   |               |                           |                           |             |             |  |  |         |         |
|  |                                 | فرنسا (ركلات ترجيحية)           | 1 (4)                   |       |                   |               |                           |                           |             |             |  |  |         |         |
|  | إيطاليا                         | فرنسا (ركلات ترجيحية)           | 1 (4)                   | 0     |                   |               |                           |                           |             |             |  |  |         |         |
|  | إيطاليا                         |                                 | 25 يونيو – غوادالاخارا  | 0     |                   |               |                           |                           |             |             |  |  |         |         |
|  | فرنسا                           | 2                               |                         |       |                   |               |                           |                           |             |             |  |  |         |         |
|  | فرنسا                           | 2                               | فرنسا                   | 0     |                   |               |                           |                           |             |             |  |  |         |         |
|  | 17 يونيو – مونتيري              |                                 | فرنسا                   | 0     |                   |               |                           |                           |             |             |  |  |         |         |
|  |                                 | ألمانيا الغربية                 | 2                       |       | المركز الثالث     | المركز الثالث |                           |                           |             |             |  |  |         |         |
|  | المغرب                          | ألمانيا الغربية                 | 2                       | 0     | المركز الثالث     | المركز الثالث |                           |                           |             |             |  |  |         |         |
|  | المغرب                          | 21 يونيو – مونتيري              | 21 يونيو – مونتيري      | 0     |                   |               | 28 يونيو – بويبلا، بويبلا | 28 يونيو – بويبلا، بويبلا |             |             |  |  |         |         |
|  | ألمانيا الغربية                 | 21 يونيو – مونتيري              | 21 يونيو – مونتيري      | 1     |                   |               | 28 يونيو – بويبلا، بويبلا | 28 يونيو – بويبلا، بويبلا |             |             |  |  |         |         |
|  | ألمانيا الغربية                 | ألمانيا الغربية (ركلات ترجيحية) | 0 (4)                   | 1     | بلجيكا            | 2             |                           |                           |             |             |  |  |         |         |
|  | 15 يونيو – مدينة مكسيكو         | ألمانيا الغربية (ركلات ترجيحية) | 0 (4)                   |       | بلجيكا            | 2             |                           |                           |             |             |  |  |         |         |
|  |                                 | المكسيك                         | 0 (1)                   |       | فرنسا (وقت إضافي) | 4             |                           |                           |             |             |  |  |         |         |
|  | المكسيك                         | المكسيك                         | 0 (1)                   | 2     | فرنسا (وقت إضافي) | 4             |                           |                           |             |             |  |  |         |         |
|  | المكسيك                         |                                 |                         | 2     |                   |               |                           |                           |             |             |  |  |         |         |
|  | بلغاريا                         | 0                               |                         |       |                   |               |                           |                           |             |             |  |  |         |         |
|  | بلغاريا                         | 0                               |                         |       |                   |               |                           |                           |             |             |  |  |         |         |

#### دور الستة عشر
| المكسيك                                     | 2 - 0 | بلغاريا |
| ------------------------------------------- | ----- | ------- |
| مانويل نيغريتي أرياس 34' · راؤول سيرفين 61' |       |         |

| الاتحاد السوفيتي                         | 3 - 4 (وقت إضافي) | بلجيكا                                                                    |
| ---------------------------------------- | ----------------- | ------------------------------------------------------------------------- |
| إيغور بيلانوف 27'، 70'، 111' (ركلة جزاء) |                   | إنزو سكيفو 56' · جان كويلمانس 77' · ستيفان ديمول 102' · نيكو كلايسين 110' |

| البرازيل                                                                                | 4 - 0 | بولندا |
| --------------------------------------------------------------------------------------- | ----- | ------ |
| سقراط 30' (ركلة جزاء) · جوسيمار 55' · أيدينو نازاريث فيلهو 79' · كاريكا 83' (ركلة جزاء) |       |        |

| الأرجنتين         | 1 - 0 | الأوروغواي |
| ----------------- | ----- | ---------- |
| بيدرو باسكيول 42' |       |            |

| إيطاليا | 0 - 2 | فرنسا                                 |
| ------- | ----- | ------------------------------------- |
|         |       | ميشيل بلاتيني 15' · يانيك ستوبيرا 57' |

| المغرب | 0 - 1 | ألمانيا الغربية  |
| ------ | ----- | ---------------- |
|        |       | لوثار ماثيوس 87' |

| إنجلترا                                 | 3 - 0 | باراغواي |
| --------------------------------------- | ----- | -------- |
| غاري لينيكر 31'، 73' · بيتر بيردسلي 56' |       |          |

| الدنمارك                   | 1 - 5 | إسبانيا                                                                                |
| -------------------------- | ----- | -------------------------------------------------------------------------------------- |
| يسبر أولسن 33' (ركلة جزاء) |       | إيميليو بوتراغينيو 43'، 56'، 80'، 88' (ركلة جزاء) · أندوني غويكيوتكسيا 68' (ركلة جزاء) |

#### دور ربع نهائي
| البرازيل   | 1 - 1 (وقت إضافي) | فرنسا             |
| ---------- | ----------------- | ----------------- |
| كاريكا 17' |                   | ميشيل بلاتيني 40' |

| ألمانيا الغربية | 0 - 0 (وقت إضافي) | المكسيك |
| --------------- | ----------------- | ------- |
|                 |                   |         |

| الأرجنتين               | 2 - 1 | إنجلترا         |
| ----------------------- | ----- | --------------- |
| دييغو مارادونا 51'، 55' |       | غاري لينيكر 81' |

| إسبانيا                | 1 - 1 (وقت إضافي) | بلجيكا           |
| ---------------------- | ----------------- | ---------------- |
| خوان أنتونيو سينور 85' |                   | جان كويلمانس 35' |

#### دور نصف نهائي
| فرنسا | 0 - 2 | ألمانيا الغربية                  |
| ----- | ----- | -------------------------------- |
|       |       | أندرياس بريمه 9' · رودي فولر 89' |

| الأرجنتين               | 2 - 0 | بلجيكا |
| ----------------------- | ----- | ------ |
| دييغو مارادونا 51'، 63' |       |        |

#### تحديد المركزين الثالث والرابع
| بلجيكا                              | 2 - 4 (وقت إضافي) | فرنسا                                                                                            |
| ----------------------------------- | ----------------- | ------------------------------------------------------------------------------------------------ |
| جان كويلمانس 11' · نيكو كلايسين 73' |                   | جان مارك فيريري 27' · جان بيير بابان 43' · بيرنارد جينغيني 104' · مانويل أموروز 111' (ركلة جزاء) |

#### النهائي
| الأرجنتين                                                      | 3 - 2 | ألمانيا الغربية                         |
| -------------------------------------------------------------- | ----- | --------------------------------------- |
| خوسيه لويس براون 23' · خورخي فالدانو 55' · خورخي بوروتشاغا 83' |       | كارل-هاينتس رومنيغه 74' · رودي فولر 80' |

## الجوائز
| الحذاء الذهبي | الكرة الذهبية  | جائزة اللعب النظيف |
| ------------- | -------------- | ------------------ |
| غاري لينيكر   | دييغو مارادونا | البرازيل           |

## هدافو البطولة
| 6 أهداف - غاري لينيكر 5 أهداف - دييغو مارادونا - كاريكا - إيميليو بوتراغينيو 4 أهداف - خورخي فالدانو - بريبن إلكيير لارسن - أليساندرو ألتوبيلي - إيغور بيلانوف 3 أهداف - جان كويلمانس - نيكو كلايسين - يسبر أولسن - رودي فولر هدفين - خورخي بوروتشاجا - إنزو سكيفو - جوسيمار - سقراط - جان بيير بابان - ميشيل بلاتيني - يانيك ستوبيرا - كلاوس ألوفس - فرناندو كوايرارتي - عبد الرزاق خيري - روبيرتو كاباناس - روميريتو - رامون ماريا كالديري - ايفان ياريمشوك | هدف واحد - جمال زيدان - خوسيه لويس براون - بيدرو باسكيول - أوسكار روجيري - ستيفان ديمول - إروين فاندينبيرغ - فرانكي فيركواتيرين - دانيال فيت - أيدينو نازاريث فيلهو - بلامين غيتوف - ناسكو سيراكوف - جون إريكسن - مايكل لاودروب - سورين لربي - بيتر بيردسلي - مانويل أموروز - لويس فيرنانديز - جان مارك فيريري - بيرنارد جينغيني - دومينيك روشيتو - جان تيغانا - أندرياس بريمه - لوثار ماثيوس - كارل-هاينتس رومنيغه - لاجوس ديتاري - مارتون استرهازي - أحمد راضي - لويس فلوريس - مانويل نيغريتي أرياس - هوغو سانشيز - راؤول سيرفين - عبد الكريم ميري كريمو | - كولن كلارك - نورمان وايتسايد - فلودزميزيرز سمولاريك - كارلوس مانويل - ديامانتينو ميراندا - جوردون ستراكان - تشوي سون هو - هو يونغ مو - كيم جونغ بوو - بارك تشانغ سون - سيرجي ألينيكوف - أوليغ بلوخين - فاسيلي راتس - سيرغي روديونوف - بافلو ياكوفينكو - ألكساندر زافاروف - إلوي - أندوني غويكيوتكسيا - خوليو ساليناس - خوان أنتونيو سينور - أنطونيو ألزاميندي - إنزو فرانسيسكولي هدف في مرماه - تشو كوانج راي (ضد إيطاليا) |

## تصنيف الفيفا للمنتخبات كأس العالم 1986
في عام 1986، نشر تقرير لكرة القدم والذي صنف فيه جميع الفرق في كل نهائيات كأس العالم، بناء على التقدم في المسابقة، ونوعية النتائج الإجمالية للمعارضة.
التصنيف العالمي لبطولة 1986 على النحو التالي:
النهائي
1. الأرجنتين
2. ألمانيا الغربية

المركز 3 و 4
1. فرنسا
2. بلجيكا

خسر في الدور الربع النهائي
1. البرازيل
2. المكسيك
3. إسبانيا
4. إنجلترا

خسر في الدور 16
1. الدنمارك
2. الاتحاد السوفيتي
3. المغرب
4. إيطاليا
5. باراغواي
6. بولندا
7. بلغاريا
8. الأوروغواي

خسر في الدور المجموعات
1. البرتغال
2. المجر
3. إسكتلندا
4. كوريا الجنوبية
5. أيرلندا الشمالية
6. الجزائر
7. العراق
8. كندا

## ترتيب المنتخبات حسب النقاط والأهداف
| الترتيب | المنتخب          | فاز | تعادل | خسر | نقاط | له  | عليه | فرق |
| ------- | ---------------- | --- | ----- | --- | ---- | --- | ---- | --- |
| 1       | الأرجنتين        | 6   | 1     | 0   | 13   | 14  | 5    | 9   |
| 2       | ألمانيا الغربية  | 3   | 2     | 2   | 8    | 8   | 7    | 1   |
| 3       | فرنسا            | 4   | 2     | 1   | 10   | 12  | 6    | 6   |
| 4       | بلجيكا           | 2   | 2     | 3   | 6    | 12  | 15   | 3-  |
| 5       | البرازيل         | 4   | 1     | 0   | 9    | 10  | 1    | 9   |
| 6       | المكسيك          | 3   | 2     | 0   | 8    | 6   | 2    | 4   |
| 7       | إسبانيا          | 3   | 1     | 1   | 7    | 11  | 4    | 7   |
| 8       | إنجلترا          | 2   | 1     | 2   | 5    | 7   | 3    | 4   |
| 9       | الدنمارك         | 3   | 0     | 1   | 6    | 10  | 6    | 4   |
| 10      | الاتحاد السوفيتي | 2   | 1     | 1   | 5    | 12  | 5    | 7   |
| 11      | المغرب           | 1   | 2     | 1   | 4    | 3   | 2    | 1   |
| 12      | إيطاليا          | 1   | 2     | 1   | 4    | 5   | 6    | 1-  |
| 13      | الباراغواي       | 1   | 2     | 1   | 4    | 4   | 6    | 2-  |
| 14      | بولندا           | 1   | 1     | 2   | 3    | 1   | 7    | 6-  |
| 15      | بلغاريا          | 0   | 2     | 2   | 2    | 2   | 6    | 4-  |
| 16      | الأوروغواي       | 0   | 2     | 2   | 2    | 2   | 8    | 6-  |
| 17      | البرتغال         | 1   | 0     | 2   | 2    | 2   | 4    | 2-  |
| 18      | المجر            | 1   | 0     | 2   | 2    | 2   | 9    | 7-  |
| 19      | اسكتلندا         | 0   | 1     | 2   | 1    | 1   | 3    | 2-  |
| 20      | كوريا الجنوبية   | 0   | 1     | 2   | 1    | 4   | 7    | 3-  |
| 21      | أيرلندا الشمالية | 0   | 1     | 2   | 1    | 2   | 6    | 4-  |
| 22      | الجزائر          | 0   | 1     | 2   | 1    | 1   | 5    | 4-  |
| 23      | العراق           | 0   | 0     | 3   | 0    | 1   | 4    | 3-  |
| 24      | كندا             | 0   | 0     | 3   | 0    | 0   | 5    | 5-  |
| ***     | المجموع          | 38  | 14    | 38  | ***  | 132 | 132  | 0   |

## وصلات خارجية
- موقع الفيفا
- موقع المنظمة الدولية لإحصاءات كرة القدم
- موقع World Cup 1986